# Eleições autárquicas portuguesas de 1989 no distrito de Faro
| Eleições autárquicas portuguesas de 1989 Distritos: Aveiro \| Beja \| Braga \| Bragança \| Castelo Branco \| Coimbra \| Évora \| Faro \| Guarda \| Leiria \| Lisboa \| Portalegre \| Porto \| Santarém \| Setúbal \| Viana do Castelo \| Vila Real \| Viseu \| Açores \| Madeira |

## Resultados por concelho
Os resultados nos concelhos do distrito de Faro foram os seguintes:

### Albufeira
| Partido                 | Partido                        | Votos  | %               | +/-   | Vereadores | +/-     |
| ----------------------- | ------------------------------ | ------ | --------------- | ----- | ---------- | ------- |
|                         | Partido Socialista             | 4 431  | 50,66 / 100,00  | 9,47  | 4 / 7      | Estável |
|                         | Partido Social Democrata       | 2 283  | 26,10 / 100,00  | 11,62 | 2 / 7      | 1       |
|                         | Centro Democrático Social      | 1 198  | 13,70 / 100,00  | -     | 1 / 7      | -       |
|                         | Coligação Democrática Unitária | 541    | 6,19 / 100,00   | 3,76  | 0 / 7      | Estável |
| Votos Inválidos         | Votos Inválidos                | 293    | 3,35 / 100,00   | 0,97  |            |         |
| Total                   | Total                          | 8 746  | 100,00 / 100,00 |       | 7 / 7      |         |
| Eleitorado/Participação | Eleitorado/Participação        | 16 086 | 54,37 / 100,00  | 1,14  |            |         |

### Alcoutim
| Partido                 | Partido                        | Votos | %               | +/-  | Vereadores | +/-     |
| ----------------------- | ------------------------------ | ----- | --------------- | ---- | ---------- | ------- |
|                         | Partido Socialista             | 1 501 | 50,18 / 100,00  | 2,72 | 3 / 5      | Estável |
|                         | Partido Social Democrata       | 1 015 | 33,94 / 100,00  | 2,81 | 2 / 5      | Estável |
|                         | Coligação Democrática Unitária | 345   | 11,53 / 100,00  | 1,08 | 0 / 5      | Estável |
| Votos Inválidos         | Votos Inválidos                | 130   | 4,35 / 100,00   | 1,17 |            |         |
| Total                   | Total                          | 2 991 | 100,00 / 100,00 |      | 5 / 5      |         |
| Eleitorado/Participação | Eleitorado/Participação        | 4 414 | 67,76 / 100,00  | 1,00 |            |         |

### Aljezur
| Partido                 | Partido                        | Votos | %               | +/-   | Vereadores | +/- |
| ----------------------- | ------------------------------ | ----- | --------------- | ----- | ---------- | --- |
|                         | Coligação Democrática Unitária | 1 513 | 43,97 / 100,00  | 19,86 | 2 / 5      | 1   |
|                         | Partido Socialista             | 1 051 | 30,54 / 100,00  | 20,33 | 2 / 5      | 2   |
|                         | Partido Social Democrata       | 748   | 21,74 / 100,00  | 9,98  | 1 / 5      | 1   |
| Votos Inválidos         | Votos Inválidos                | 129   | 3,75 / 100,00   | 0,42  |            |     |
| Total                   | Total                          | 3 441 | 100,00 / 100,00 |       | 5 / 5      |     |
| Eleitorado/Participação | Eleitorado/Participação        | 4 843 | 71,05 / 100,00  | 0,17  |            |     |

### Castro Marim
| Partido                 | Partido                        | Votos | %               | +/-   | Vereadores | +/-     |
| ----------------------- | ------------------------------ | ----- | --------------- | ----- | ---------- | ------- |
|                         | Partido Socialista             | 2 119 | 53,73 / 100,00  | 10,99 | 3 / 5      | 1       |
|                         | Partido Social Democrata       | 1 223 | 31,01 / 100,00  | 0,68  | 2 / 5      | Estável |
|                         | Partido Renovador Democrático  | 212   | 5,38 / 100,00   | 9,41  | 0 / 5      | 1       |
|                         | Coligação Democrática Unitária | 196   | 4,97 / 100,00   | 1,01  | 0 / 5      | Estável |
| Votos Inválidos         | Votos Inválidos                | 194   | 4,92 / 100,00   | 0,11  |            |         |
| Total                   | Total                          | 3 944 | 100,00 / 100,00 |       | 5 / 5      |         |
| Eleitorado/Participação | Eleitorado/Participação        | 5 699 | 69,21 / 100,00  | 0,68  |            |         |

### Faro
| Partido                 | Partido                        | Votos  | %               | +/-   | Vereadores | +/-     |
| ----------------------- | ------------------------------ | ------ | --------------- | ----- | ---------- | ------- |
|                         | Partido Socialista             | 9 412  | 42,76 / 100,00  | 21,35 | 3 / 7      | 2       |
|                         | Partido Social Democrata       | 7 487  | 34,01 / 100,00  | 10,16 | 3 / 7      | 1       |
|                         | Coligação Democrática Unitária | 3 014  | 13,69 / 100,00  | 8,77  | 1 / 7      | 1       |
|                         | Centro Democrático Social      | 1 141  | 5,18 / 100,00   | -     | 0 / 7      | -       |
|                         | União Democrática Popular      | 182    | 0,83 / 100,00   | 0,08  | 0 / 7      | Estável |
| Votos Inválidos         | Votos Inválidos                | 775    | 3,52 / 100,00   | 0,62  |            |         |
| Total                   | Total                          | 22 011 | 100,00 / 100,00 |       | 7 / 7      |         |
| Eleitorado/Participação | Eleitorado/Participação        | 41 613 | 52,89 / 100,00  | 4,98  |            |         |

### Lagoa
| Partido                 | Partido                        | Votos  | %               | +/-   | Vereadores | +/-     |
| ----------------------- | ------------------------------ | ------ | --------------- | ----- | ---------- | ------- |
|                         | Partido Social Democrata       | 4 648  | 56,68 / 100,00  | 16,39 | 5 / 7      | 2       |
|                         | Partido Socialista             | 2 240  | 27,31 / 100,00  | 1,22  | 2 / 7      | Estável |
|                         | Coligação Democrática Unitária | 725    | 8,84 / 100,00   | 6,00  | 0 / 7      | 1       |
|                         | Centro Democrático Social      | 278    | 3,39 / 100,00   | -     | 0 / 7      | -       |
| Votos Inválidos         | Votos Inválidos                | 310    | 3,78 / 100,00   | 0,71  |            |         |
| Total                   | Total                          | 8 201  | 100,00 / 100,00 |       | 7 / 7      |         |
| Eleitorado/Participação | Eleitorado/Participação        | 12 868 | 63,73 / 100,00  | 4,94  |            |         |

### Lagos
| Partido                 | Partido                        | Votos  | %               | +/-   | Vereadores | +/-     |
| ----------------------- | ------------------------------ | ------ | --------------- | ----- | ---------- | ------- |
|                         | Partido Social Democrata       | 6 015  | 49,89 / 100,00  | 29,69 | 4 / 7      | 3       |
|                         | Partido Socialista             | 3 293  | 27,31 / 100,00  | 5,45  | 2 / 7      | 1       |
|                         | Coligação Democrática Unitária | 1 753  | 14,54 / 100,00  | 1,80  | 1 / 7      | Estável |
|                         | Partido Renovador Democrático  | 314    | 2,60 / 100,00   | 21,73 | 0 / 7      | 2       |
|                         | Centro Democrático Social      | 297    | 2,46 / 100,00   | 0,72  | 0 / 7      | Estável |
| Votos Inválidos         | Votos Inválidos                | 385    | 3,20 / 100,00   | 0,01  |            |         |
| Total                   | Total                          | 12 057 | 100,00 / 100,00 |       | 7 / 7      |         |
| Eleitorado/Participação | Eleitorado/Participação        | 17 992 | 67,01 / 100,00  | 1,10  |            |         |

### Loulé
| Partido                 | Partido                        | Votos  | %               | +/-   | Vereadores | +/-     |
| ----------------------- | ------------------------------ | ------ | --------------- | ----- | ---------- | ------- |
|                         | Partido Socialista             | 10 622 | 44,91 / 100,00  | 20,25 | 4 / 7      | 2       |
|                         | Partido Social Democrata       | 10 046 | 42,48 / 100,00  | 9,80  | 3 / 7      | 2       |
|                         | Centro Democrático Social      | 1 077  | 4,55 / 100,00   | 0,53  | 0 / 7      | Estável |
|                         | Coligação Democrática Unitária | 933    | 3,95 / 100,00   | 3,46  | 0 / 7      | Estável |
| Votos Inválidos         | Votos Inválidos                | 972    | 4,11 / 100,00   | 0,98  |            |         |
| Total                   | Total                          | 23 650 | 100,00 / 100,00 |       | 7 / 7      |         |
| Eleitorado/Participação | Eleitorado/Participação        | 39 705 | 59,56 / 100,00  | 0,37  |            |         |

### Monchique
| Partido                 | Partido                        | Votos | %               | +/-   | Vereadores | +/-     |
| ----------------------- | ------------------------------ | ----- | --------------- | ----- | ---------- | ------- |
|                         | Partido Socialista             | 2 844 | 51,23 / 100,00  | 15,73 | 3 / 5      | 1       |
|                         | Partido Social Democrata       | 2 402 | 43,27 / 100,00  | 14,83 | 2 / 5      | 1       |
|                         | Coligação Democrática Unitária | 126   | 2,27 / 100,00   | 0,14  | 0 / 5      | Estável |
| Votos Inválidos         | Votos Inválidos                | 179   | 3,23 / 100,00   | 1,03  |            |         |
| Total                   | Total                          | 5 551 | 100,00 / 100,00 |       | 5 / 5      |         |
| Eleitorado/Participação | Eleitorado/Participação        | 7 894 | 70,32 / 100,00  | 2,68  |            |         |

### Olhão
| Partido                 | Partido                        | Votos  | %               | +/-  | Vereadores | +/-     |
| ----------------------- | ------------------------------ | ------ | --------------- | ---- | ---------- | ------- |
|                         | Partido Socialista             | 7 545  | 49,70 / 100,00  | 5,73 | 4 / 7      | Estável |
|                         | Partido Social Democrata       | 3 988  | 26,27 / 100,00  | 3,21 | 2 / 7      | Estável |
|                         | Coligação Democrática Unitária | 2 520  | 16,60 / 100,00  | 1,79 | 1 / 7      | Estável |
|                         | Centro Democrático Social      | 638    | 4,20 / 100,00   | -    | 0 / 7      | -       |
| Votos Inválidos         | Votos Inválidos                | 489    | 3,22 / 100,00   | 0,55 |            |         |
| Total                   | Total                          | 15 180 | 100,00 / 100,00 |      | 7 / 7      |         |
| Eleitorado/Participação | Eleitorado/Participação        | 29 737 | 51,05 / 100,00  | 5,50 |            |         |

### Portimão
| Partido                 | Partido                        | Votos  | %               | +/-   | Vereadores | +/-     |
| ----------------------- | ------------------------------ | ------ | --------------- | ----- | ---------- | ------- |
|                         | Partido Socialista             | 7 142  | 39,12 / 100,00  | 13,84 | 3 / 7      | 1       |
|                         | Partido Social Democrata       | 7 095  | 38,87 / 100,00  | 15,42 | 3 / 7      | 1       |
|                         | Coligação Democrática Unitária | 2 015  | 11,04 / 100,00  | 0,10  | 1 / 7      | Estável |
|                         | Centro Democrático Social      | 970    | 5,31 / 100,00   | -     | 0 / 7      | -       |
|                         | União Democrática Popular      | 260    | 1,42 / 100,00   | 0,63  | 0 / 7      | Estável |
| Votos Inválidos         | Votos Inválidos                | 773    | 4,24 / 100,00   | 1,14  |            |         |
| Total                   | Total                          | 18 255 | 100,00 / 100,00 |       | 7 / 7      |         |
| Eleitorado/Participação | Eleitorado/Participação        | 32 321 | 56,48 / 100,00  | 7,59  |            |         |

### São Brás de Alportel
| Partido                 | Partido                        | Votos | %               | +/-   | Vereadores | +/- |
| ----------------------- | ------------------------------ | ----- | --------------- | ----- | ---------- | --- |
|                         | Partido Socialista             | 2 523 | 55,02 / 100,00  | 33,05 | 3 / 5      | 2   |
|                         | Partido Social Democrata       | 1 642 | 35,80 / 100,00  | 22,82 | 2 / 5      | 1   |
|                         | Coligação Democrática Unitária | 281   | 6,13 / 100,00   | 9,97  | 0 / 5      | 1   |
| Votos Inválidos         | Votos Inválidos                | 140   | 3,05 / 100,00   | 0,25  |            |     |
| Total                   | Total                          | 4 586 | 100,00 / 100,00 |       | 5 / 5      |     |
| Eleitorado/Participação | Eleitorado/Participação        | 6 705 | 68,40 / 100,00  | 4,19  |            |     |

### Silves
| Partido                 | Partido                        | Votos  | %               | +/-   | Vereadores | +/-     |
| ----------------------- | ------------------------------ | ------ | --------------- | ----- | ---------- | ------- |
|                         | Partido Socialista             | 5 831  | 35,15 / 100,00  | 15,90 | 3 / 7      | 2       |
|                         | Coligação Democrática Unitária | 5 442  | 32,81 / 100,00  | 9,83  | 2 / 7      | 2       |
|                         | Partido Social Democrata       | 4 602  | 27,74 / 100,00  | 3,30  | 2 / 7      | Estável |
| Votos Inválidos         | Votos Inválidos                | 713    | 4,30 / 100,00   | 0,37  |            |         |
| Total                   | Total                          | 16 588 | 100,00 / 100,00 |       | 7 / 7      |         |
| Eleitorado/Participação | Eleitorado/Participação        | 26 762 | 61,98 / 100,00  | 2,43  |            |         |

### Tavira
| Partido                 | Partido                        | Votos  | %               | +/-   | Vereadores | +/-     |
| ----------------------- | ------------------------------ | ------ | --------------- | ----- | ---------- | ------- |
|                         | Partido Socialista             | 6 719  | 57,96 / 100,00  | 10,20 | 5 / 7      | 1       |
|                         | Partido Social Democrata       | 3 224  | 27,81 / 100,00  | 5,84  | 2 / 7      | 1       |
|                         | Coligação Democrática Unitária | 697    | 6,01 / 100,00   | 2,65  | 0 / 7      | Estável |
|                         | Centro Democrático Social      | 451    | 3,89 / 100,00   | -     | 0 / 7      | -       |
| Votos Inválidos         | Votos Inválidos                | 502    | 4,33 / 100,00   | 1,45  |            |         |
| Total                   | Total                          | 11 593 | 100,00 / 100,00 |       | 7 / 7      |         |
| Eleitorado/Participação | Eleitorado/Participação        | 20 493 | 56,57 / 100,00  | 5,59  |            |         |

### Vila do Bispo
| Partido                 | Partido                        | Votos | %               | +/-   | Vereadores | +/-     |
| ----------------------- | ------------------------------ | ----- | --------------- | ----- | ---------- | ------- |
|                         | Coligação Democrática Unitária | 1 532 | 49,72 / 100,00  | 13,92 | 3 / 5      | 1       |
|                         | Partido Socialista             | 1 076 | 34,92 / 100,00  | 2,79  | 2 / 5      | Estável |
|                         | Partido Social Democrata       | 299   | 9,70 / 100,00   | 17,18 | 0 / 5      | 1       |
|                         | Partido Popular Monárquico     | 39    | 1,27 / 100,00   | -     | 0 / 5      | -       |
| Votos Inválidos         | Votos Inválidos                | 135   | 4,38 / 100,00   | 1,86  |            |         |
| Total                   | Total                          | 3 081 | 100,00 / 100,00 |       | 5 / 5      |         |
| Eleitorado/Participação | Eleitorado/Participação        | 4 546 | 67,77 / 100,00  | 1,30  |            |         |

### Vila Real de Santo António
| Partido                 | Partido                        | Votos  | %               | +/-   | Vereadores | +/-     |
| ----------------------- | ------------------------------ | ------ | --------------- | ----- | ---------- | ------- |
|                         | Partido Socialista             | 4 438  | 43,94 / 100,00  | 4,47  | 4 / 7      | Estável |
|                         | Coligação Democrática Unitária | 3 287  | 32,55 / 100,00  | 15,76 | 2 / 7      | 1       |
|                         | Partido Social Democrata       | 2 097  | 20,76 / 100,00  | -     | 1 / 7      | -       |
| Votos Inválidos         | Votos Inválidos                | 277    | 2,75 / 100,00   | 0,52  |            |         |
| Total                   | Total                          | 10 099 | 100,00 / 100,00 |       | 7 / 7      |         |
| Eleitorado/Participação | Eleitorado/Participação        | 13 948 | 72,40 / 100,00  | 0,67  |            |         |